# Gevangenissen in de provincie Guangdong
Deze pagina is een lijst van gevangenissen in de provincie Guangdong in China. 
- Gevangenis van Beijiang
- Gevangenis van Dongguan
- Gevangenis van Foshan
- Gevangenis van Gaoming
- Gevangenis van Guangzhou
- Gevangenis van Huaiji
- Gevangenis van Jiangmen
- Gevangenis van Jiaoling
- Gevangenis van Jieyang
- Gevangenis van Lechang
- Gevangenis van Lianping
- Gevangenis van Maoming
- Gevangenis van Meizhou
- Gevangenis van Panyu
- Gevangenis van Pingshi
- Gevangenis van Qingyuan
- Gevangenis van Shaoguan
- Gevangenis van Shenzhen
- Gevangenis van Sihui
- Gevangenis van Wujiang
- Gevangenis van Yangchun
- Gevangenis van Yangjiang
- Gevangenis van Yingde
- Provinciaal-Detachement van jeugdige delinquenten Guangdong
- Vrouwengevangenis van de provincie